# Helen Savier DuMond
Helen Savier DuMond, geb. Helen Lydia Savier (* 1872 in Portland, Oregon; † 1968 in Alhambra, Kalifornien) war eine amerikanische Malerin, die für ihre Pleinair-Landschaftsmalerei bekannt ist.

## Leben
Helen Savier wurde 1872 in Portland, Oregon, als Tochter einer angesehenen Familie geboren. In ihrer Jugend zog sie nach New York City, um an der Art Students League bei Robert Brandegee und Frank Vincent DuMond zu studieren. Später setzte sie ihre Ausbildung an der École des Beaux-Arts in Paris fort und stellte 1897 und 1898 im Pariser Salon aus. 1895 heiratete sie ihren ehemaligen Lehrer Frank Vincent DuMond. Um 1906 ließen sich Helen und Frank Dumond in Old Lyme, Connecticut, nieder, wo er die Summer School of Painting leitete und weiterhin in New York unterrichtete. Helen DuMond begann ihre farbenfrohen Landschaften im Freien zu malen und trat dem National Arts Club, dem Art Workers Club und dem Catherine Wolfe Art Club bei. Sie stellte an der Pennsylvania Academy of Fine Arts und in der Corcoran Gallery aus. In den 1920er und 1930er Jahren gab Frank Dumond Sommerkurse in Cape Breton, wo Helen sich von den sanften, unberührten Hügeln Nova Scotias inspirieren ließ. Gelegentlich unterrichtete sie auch Kunst. Zu ihren Schülerinnen gehörte Eleanor Rogers Onderdonk (1884–1964), die später als Kuratorin des Witte Museums in San Antonio die Kunst in Texas förderte. Helen DuMond starb 1968 in Alhambra, Kalifornien.

## Werk
Obwohl ihr Mann, Frank DuMond, in der Kunstszene größere Bekanntheit erlangte, wird Helen DuMond als eigenständige Künstlerin anerkannt, deren Werk eine individuelle künstlerische Handschrift aufweist. Helen DuMond war bekannt für ihre Landschaftsmalerei im Freien. Sie schuf zahlreiche in Grüntönen gehaltene Landschaftsbilder mit Motiven aus Connecticut, Maine und Neufundland. Sie stellte ihre Werke sowohl in den USA als auch international aus und gehörte der Künstlergemeinschaft von Old Lyme an, die für ihren amerikanischen Impressionismus bekannt war.